# Lijst van langebaanschaatsbanen in Duitsland
Dit is een lijst van alle langebaanschaatsbanen in Duitsland die 'in gebruik' zijn. De meeste ijsbanen hebben een standaard lengte van 400m, echter heeft 1 ijsbaan een lengte van 333,33m (officieel toegestaan).
Duitsland heeft 3 overdekte ijsbanen en 6 openlucht-kunstijsbanen. In onderstaande tabel staat een lijst van alle ijsbanen, de gegevens zijn gebaseerd op de online database Speed Skating News.
| Deelstaat           | Plaats            | Baan                           | Hoogte (NAP) | Geopend in | Type ijs | Type baan |       |
| ------------------- | ----------------- | ------------------------------ | ------------ | ---------- | -------- | --------- | ----- |
| Beieren             | Inzell            | Max Aicher Arena               | 690          | 2011       | Kunstijs | Overdekt  | [ 1 ] |
| Berlijn             | Berlijn           | Sportforum Hohenschönhausen    | 34           | 1985       | Kunstijs | Overdekt  | [ 2 ] |
| Thüringen           | Erfurt            | Gunda Niemann-Stirnemann Halle | 214          | 2001       | Kunstijs | Overdekt  | [ 3 ] |
| Beieren             | München           | Eisstadion am Ostpark          | 532          | 1981       | Kunstijs | Openlucht | [ 4 ] |
| Berlijn             | Berlijn           | Horst-Dohm-Stadion             | 34           | 1974       | Kunstijs | Openlucht | [ 5 ] |
| Hessen              | Frankfurt am Main | Eissportbahn                   | 98           | 1981       | Kunstijs | Openlucht | [ 6 ] |
| Noordrijn-Westfalen | Grefrath          | Eissportzentrum Grefrath       | 40           | 1975       | Kunstijs | Openlucht | [ 7 ] |
| Saksen              | Chemnitz          | Eissportkomplex Küchwald       | 410          | 1973       | Kunstijs | Openlucht | [ 8 ] |
| Saksen              | Dresden           | Ostragehege*                   | 113          | 1973       | Kunstijs | Openlucht | [ 9 ] |

| * | Baanlengte is 333 meter in plaats van 400 meter |

## Niet 'officieel' erkende ijsbanen
| Deelstaat     | Plaats        | Baan                        | Hoogte (NAP) | Open sinds | Type ijs | Type baan | Lengte |        |
| ------------- | ------------- | --------------------------- | ------------ | ---------- | -------- | --------- | ------ | ------ |
| Saksen        | Geising       | Gründelstadion              | 649          | 2012       | Kunstijs | Overdekt  | 133m   | [ 10 ] |
| Saksen-Anhalt | Halle (Saale) | Eissporthalle Halle         | 76           | 1968       | Kunstijs | Overdekt  | 133m   | [ 11 ] |
| Berlijn       | Berlijn       | Sportpark Neukölln          | 34           | 1958       | Kunstijs | Openlucht | 200m   | [ 12 ] |
| Hamburg       | Hamburg       | Grosse Wallenanlagen        | 18           | 1971       | Kunstijs | Openlucht | 200m   | [ 13 ] |
| Saksen        | Crimmitschau  | Kunsteisstadion im Sahnpark | 268          | 1964       | Kunstijs | Openlucht | 133m   | [ 14 ] |

## Voormalige 'officieel' erkende ijsbanen
| Deelstaat           | Plaats                 | Baan                                            | Hoogte (NAP) | Geopend in | Gesloten in | Type ijs  | Type baan |        |
| ------------------- | ---------------------- | ----------------------------------------------- | ------------ | ---------- | ----------- | --------- | --------- | ------ |
| Beieren             | Inzell                 | Ludwig Schwabl Stadion                          | 691          | 1965       | 2009        | Kunstijs  | Openlucht | [ 15 ] |
| Berlijn             | Berlijn                | Weissensee                                      | 34           | 1963       | 1984        | Kunstijs  | Openlucht | [ 16 ] |
| Hamburg             | Hamburg                | Zoo Eisbahn - Planten un Blomen                 | 18           | 1935       | 1968        | Kunstijs  | Openlucht | [ 17 ] |
| Thüringen           | Erfurt                 | Eissportzentrum                                 | 214          | 1996       | 2001        | Kunstijs  | Openlucht | [ 18 ] |
| Thüringen           | Erfurt                 | Dimitroff-Stadion*                              | 214          | 1982       | 1996        | Kunstijs  | Openlucht | [ 19 ] |
| Baden-Württemberg   | Karlsruhe              | Eisbahn am Albufer                              | 115          | 1913       | 1945        | Natuurijs | Openlucht | [ 20 ] |
| Baden-Württemberg   | Titisee-Neustadt       | Eisstadion am Bruggerschen Eisweiher            | 845          | 1924       | 1945        | Natuurijs | Openlucht | [ 21 ] |
| Beieren             | Burghausen             | Wöhrsee                                         | 373          | 1940       | 1947        | Natuurijs | Openlucht | [ 22 ] |
| Beieren             | Bad Reichenhall        | Thumsee                                         | 527          | 1950       | 1952        | Natuurijs | Openlucht | [ 23 ] |
| Beieren             | Inzell                 | Frillensee                                      | 924          | 1959       | 1963        | Natuurijs | Openlucht | [ 24 ] |
| Beieren             | Inzell                 | Natureisstadion am Zwingsee                     | 690          | 1963       | 1965        | Natuurijs | Openlucht | [ 25 ] |
| Beieren             | Füssen                 | Beieren                                         | 824          | 1935       | 1954        | Natuurijs | Openlucht | [ 26 ] |
| Beieren             | Schliersee             | Schliersee                                      | 777          | 1920       | 1958        | Natuurijs | Openlucht | [ 27 ] |
| Beieren             | Garmisch-Partenkirchen | Rießersee                                       | 806          | 1900       | 1959        | Natuurijs | Openlucht | [ 28 ] |
| Beieren             | Grainau                | Eibsee                                          | 973          | 1929       | 1939        | Natuurijs | Openlucht | [ 29 ] |
| Beieren             | München                | Kleinhesselohersee                              | 509          | 1891       | 1933        | Natuurijs | Openlucht | [ 30 ] |
| Beieren             | Staffelsee             | Murnau                                          | 652          | 1932       | 1932        | Natuurijs | Openlucht | [ 31 ] |
| Beieren             | Tegernsee              | Tegernsee                                       | 742          | 1911       | 1914        | Natuurijs | Openlucht | [ 32 ] |
| Beieren             | Weßling                | Weßlinger See                                   | 596          | 1930       | 1940        | Natuurijs | Openlucht | [ 33 ] |
| Berlijn             | Berlijn                | Buschbahn                                       | 34           | 1914       | 1944        | Natuurijs | Openlucht | [ 34 ] |
| Berlijn             | Berlijn                | Eisbahn auf dem Wannsee                         | 7            | 1890       | 1933        | Natuurijs | Openlucht | [ 35 ] |
| Berlijn             | Berlijn                | Eisbahn Carlshof                                | 28           | 1925       | 1940        | Natuurijs | Openlucht | [ 36 ] |
| Berlijn             | Berlijn                | Eisbahn Clubgelände BSC                         | 57           | 1923       | 1944        | Natuurijs | Openlucht | [ 37 ] |
| Berlijn             | Berlijn                | Eisbahn Hinter den Zelten (Neuen See)           | 34           | 1845       | 1914        | Natuurijs | Openlucht | [ 38 ] |
| Berlijn             | Berlijn                | Friedenauer Sportplatz                          | 46           | 1890       | 1914        | Natuurijs | Openlucht | [ 39 ] |
| Berlijn             | Berlijn                | Germania-Eisbahn                                | 35           | 1886       | 1914        | Natuurijs | Openlucht | [ 40 ] |
| Berlijn             | Berlijn                | Grunewaldsee                                    | 34           | 1920       | 1928        | Natuurijs | Openlucht | [ 41 ] |
| Berlijn             | Berlijn                | Huberttussee                                    | 39           | 1890       | 1891        | Natuurijs | Openlucht | [ 42 ] |
| Berlijn             | Berlijn                | Karpfenteich                                    | 34           | 1899       | 1924        | Natuurijs | Openlucht | [ 43 ] |
| Berlijn             | Berlijn                | Lietzensee                                      | 38           | 1886       | 1924        | Natuurijs | Openlucht | [ 44 ] |
| Berlijn             | Berlijn                | Nationaleisbahn                                 | 36           | 1886       | 1914        | Natuurijs | Openlucht | [ 45 ] |
| Berlijn             | Berlijn                | Schwedische Eisbahn                             | 36           | 1891       | 1914        | Natuurijs | Openlucht | [ 46 ] |
| Berlijn             | Berlijn                | Sporteisbahn im Victoriapark                    | 35           | 1912       | 1914        | Natuurijs | Openlucht | [ 47 ] |
| Berlijn             | Berlijn                | Sportpark - Botanischer Garten                  | 36           | 1905       | 1914        | Natuurijs | Openlucht | [ 48 ] |
| Berlijn             | Berlijn                | Sportplatz Grünau                               | 35           | 1908       | 1914        | Natuurijs | Openlucht | [ 49 ] |
| Berlijn             | Berlijn                | Sportseebad Halensee                            | 34           | 1886       | 1937        | Natuurijs | Openlucht | [ 50 ] |
| Berlijn             | Berlijn                | Städtische Eisbahn im Volkspark Friedrichshain  | 56           | 1925       | 1945        | Natuurijs | Openlucht | [ 51 ] |
| Berlijn             | Berlijn                | Südeisbahn                                      | 34           | 1889       | 1914        | Natuurijs | Openlucht | [ 52 ] |
| Berlijn             | Berlijn                | Toureneisbahn Plötzensee-Saatwinkel             | 34           | 1890       | 1944        | Natuurijs | Openlucht | [ 53 ] |
| Berlijn             | Berlijn                | Victoria Eisbahn im Ausstallungspark Hasenheide | 46           | 1889       | 1896        | Natuurijs | Openlucht | [ 54 ] |
| Berlijn             | Berlijn                | West-Eisbahn                                    | 38           | 1891       | 1906        | Natuurijs | Openlucht | [ 55 ] |
| Hamburg             | Hamburg                | Eisbahn an der Ankelmannstraße                  | 4            | 1887       | 1890        | Natuurijs | Openlucht | [ 56 ] |
| Hamburg             | Hamburg                | Eisbahn auf dem Uhlenhorst                      | 7            | 1888       | 1935        | Natuurijs | Openlucht | [ 57 ] |
| Hamburg             | Hamburg                | Eisbahn im Sternschanzenpark                    | 18           | 1884       | 1905        | Natuurijs | Openlucht | [ 58 ] |
| Hamburg             | Hamburg                | Eispark Borgfelde am Grevenweg                  | 1            | 1889       | 1943        | Natuurijs | Openlucht | [ 59 ] |
| Hamburg             | Hamburg                | Heiligengeistfeld                               | 21           | 1881       | 1943        | Natuurijs | Openlucht | [ 60 ] |
| Hamburg             | Hamburg                | Kunsteisbahn an der Allee                       | 25           | 1892       | 1935        | Natuurijs | Openlucht | [ 61 ] |
| Hamburg             | Hamburg                | Paddelsee                                       | 27           | 1927       | 1934        | Natuurijs | Openlucht | [ 62 ] |
| Hamburg             | Hamburg                | Vor dem Dammtor                                 | 9            | 1886       | 1933        | Natuurijs | Openlucht | [ 63 ] |
| Hamburg             | Hamburg                | Eisbahn am Lübecker Thor                        | 9            | 1883       | 1910        | Natuurijs | Openlucht | [ 64 ] |
| Hessen              | Frankfurt              | Palmengarten                                    | 107          | 1890       | 1934        | Natuurijs | Openlucht | [ 65 ] |
| Hessen              | Gießen                 | Städtische Eisbahn                              | 171          | 1900       | 1944        | Natuurijs | Openlucht | [ 66 ] |
| Nedersaksen         | Braunlage              | Kurparkteich                                    | 556          | 1924       | 1944        | Natuurijs | Openlucht | [ 67 ] |
| Nedersaksen         | Braunschweig           | Südbahn - Vor dem Augustthore                   | 75           | 1893       | 1916        | Natuurijs | Openlucht | [ 68 ] |
| Nedersaksen         | Braunschweig           | Westeisbahn                                     | 83           | 1886       | 1914        | Natuurijs | Openlucht | [ 69 ] |
| Nedersaksen         | Hannover               | Städtische Eisbahn                              | 57           | 1901       | 1905        | Natuurijs | Openlucht | [ 70 ] |
| Noordrijn-Westfalen | Bonn                   | Sportplatz des Eisklub Bonn                     | 54           | 1893       | 1914        | Natuurijs | Openlucht | [ 71 ] |
| Noordrijn-Westfalen | Wuppertal              | Elberfeld-Bad Bendahl                           | 177          | 1907       | 1907        | Natuurijs | Openlucht | [ 72 ] |
| Saksen              | Dresden                | Eisbahn im Grossen Garten                       | 120          | 1923       | 1940        | Natuurijs | Openlucht | [ 73 ] |
| Saksen              | Geising                | Gründelstadion am Hüttenteich                   | 649          | 1952       | 1993        | Natuurijs | Openlucht | [ 74 ] |
| Saksen              | Leipzig                | Exerzierplatz                                   | 112          | 1890       | 1899        | Natuurijs | Openlucht | [ 75 ] |
| Saksen              | Leipzig                | Vereinssportplatz des Leipziger EV              | 112          | 1896       | 1903        | Natuurijs | Openlucht | [ 76 ] |
| Saksen              | Schönheide             | Freibad                                         | 613          | 1939       | 1994        | Natuurijs | Openlucht | [ 77 ] |

| * | Baanlengte is 333 meter in plaats van 400 meter |

Voormalig Duitsland
| Regio              | Plaats                  | Baan                                                 | Hoogte (NAP) | Geopend in | Gesloten in | Type ijs  | Type baan |        |
| ------------------ | ----------------------- | ---------------------------------------------------- | ------------ | ---------- | ----------- | --------- | --------- | ------ |
| Dolnośląsk         | Breslau                 | Liebichbahn                                          | 119          | 1907       | 1945        | Natuurijs | Openlucht | [ 78 ] |
| Dolnośląsk         | Krummhübel              | Eisbahn auf der Lomnitz                              | 889          | 1900       | 1949        | Natuurijs | Openlucht | [ 79 ] |
| Kaliningradskaya   | Königsberg              | Bahn des SV Ostpreußen auf dem Oberteich Kaliningrad | 21           | 1885       | 1940        | Natuurijs | Openlucht | [ 80 ] |
| Kaliningradskaya   | Königsberg              | Eisbahn auf dem Hammerteich                          | 15           | 1900       | 1940        | Natuurijs | Openlucht | [ 81 ] |
| Kaliningradskaya   | Königsberg              | Eisbahn auf dem Schlossteich                         | 21           | 1890       | 1940        | Natuurijs | Openlucht | [ 82 ] |
| Kaliningradskaya   | Königsberg              | Eisbahn im Köningsberger Tiergarten                  | 21           | 1911       | 1915        | Natuurijs | Openlucht | [ 83 ] |
| Liberic            | Gablonz an der Neiße    | Schwimm-und Gondelteich                              | 505          | 1902       | 1939        | Natuurijs | Openlucht | [ 84 ] |
| Lubuskie           | Landsberg an der Warthe | Städtische Eisbahn                                   | 27           | 1920       | 1945        | Natuurijs | Openlucht | [ 85 ] |
| Mähren             | Troppau                 | Bahn auf der Oppa                                    | 251          | 1894       | 1924        | Natuurijs | Openlucht | [ 86 ] |
| Oost-Pruisen       | Insterburg              | Schlossteich                                         | 20           | 1920       | 1939        | Natuurijs | Openlucht | [ 87 ] |
| Opolskie           | Oppeln                  | Schlossteich                                         | 155          | 1908       | 1945        | Natuurijs | Openlucht | [ 88 ] |
| Śląskie            | Gleiwitz                | Städtische Eisbahn im Wilhemspark                    | 216          | 1903       | 1939        | Natuurijs | Openlucht | [ 89 ] |
| Śląskie            | Ratibor                 | Natureisbahn auf der Oder                            | 189          | 1920       | 1945        | Natuurijs | Openlucht | [ 90 ] |
| Wielkopolskie      | Schneidemühl            | Zalew Koszycki                                       | 55           | 1920       | 1939        | Natuurijs | Openlucht | [ 91 ] |
| Zachodniopomorskie | Stettin                 | Hakenterrasse                                        | 4            | 1910       | 1944        | Natuurijs | Openlucht | [ 92 ] |

| * | Baanlengte is 333 meter in plaats van 400 meter |